# Korey Hall
Korey Dean Hall (Glenns Ferry, 5 agosto 1983) è un giocatore di football americano, di nazionalità statunitense, che gioca nel ruolo di fullback per i New Orleans Saints della National Football League (NFL). Fu scelto nel corso del sesto giro (191º assoluto) del Draft NFL 2007 dai Green Bay Packers. Al college ha giocato a football a Boise State.

## Carriera professionistica

### Green Bay Packers
Hall fu scelto dai Green Bay Packers nel corso del sesto giro del Draft 2007. Essendo di bassa statura per giocare come linebacker, i Packers lo convertirono nel ruolo di fullback con la speranza di trasformarlo in un giocatore d'impatto negli special team. Hall affermò di essere d'accordo col cambiamento di ruolo e che avrebbe fatto qualsiasi cosa per potere scendere sul rettangolo di gioco. Hall segnò il suo primo touchdown nella NFL quando ricevette un passaggio da una yard dal quarterback Aaron Rodgers l'8 settembre 2008, in una gara del Monday Night Football contro i Minnesota Vikings. Quello fu il primo passaggio da touchdown di Rodgers come titolare in carriera.

### New Orleans Saints
Il 29 luglio 2011, Hall firmò coi New Orleans Saints. Nella sua prima stagione lontano dal Wisconsin, il giocatore disputò tredici partite, nessuna delle quali come titolare.

## Vittorie e premi
- Super Bowl : 1

Green Bay Packers: Super Bowl XLV
- National Football Conference Championship: 1

Green Bay Packers: 2010

## Statistiche
| Partite totali             | 61  |
| Partite totali da titolare | 26  |
| Yard su ricezione          | 137 |
| Touchdown su ricezione     | 1   |